# هارلان ماربل
هارلان ماربل (بالإنجليزية: Harlan Marbley)‏ (11 أكتوبر 1943 – 13 مايو 2008) هو ملاكم أمريكي راحل، مثّل بلاده في الألعاب الأولمبية الصيفية 1968 وحقق الميدالية البرونزية في فئة وزن الذبابة الخفيف.

## روابط خارجية
هارلان ماربل على موقع أوليمبيديا (الإنجليزية)